# Grisonne
Dicranura ulmi · Noctuelle de l'orme
Espèce
La Grisonne ou Noctuelle de l'orme (Dicranura ulmi) est une espèce de lépidoptères (papillons) de la famille des Notodontidae.
- Répartition : Europe.
- Envergure du mâle : 16 à 18 mm.
- Période de vol : de mars à mai en une génération.
- Habitat : bois.
- Plantes hôtes : Ulmus

### Source
- P.C. Rougeot, P. Viette, Guide des papillons nocturnes d'Europe et d'Afrique du Nord, Delachaux et Niestlé, Lausanne 1978.